# Analytical Biochemistry
Analytical Biochemistry is een wetenschappelijk tijdschrift met peer review, dat wordt uitgegeven door Elsevier. De naam wordt gewoonlijk afgekort tot Anal. Biochem. Het tijdschrift publiceert onderzoek uit het raakveld tussen de biochemie en de analytische scheikunde.
Analytical Biochemistry werd opgericht in 1960. In 2017 bedroeg de impactfactor van het tijdschrift 2,275.